# Herbertorossia quadrata
Herbertorossia quadrata är en nattsländeart som beskrevs av Li, Dudgeon in Li, Tian och Dudgeon 1990. Herbertorossia quadrata ingår i släktet Herbertorossia och familjen ryssjenattsländor. Inga underarter finns listade i Catalogue of Life.